# Fteliá

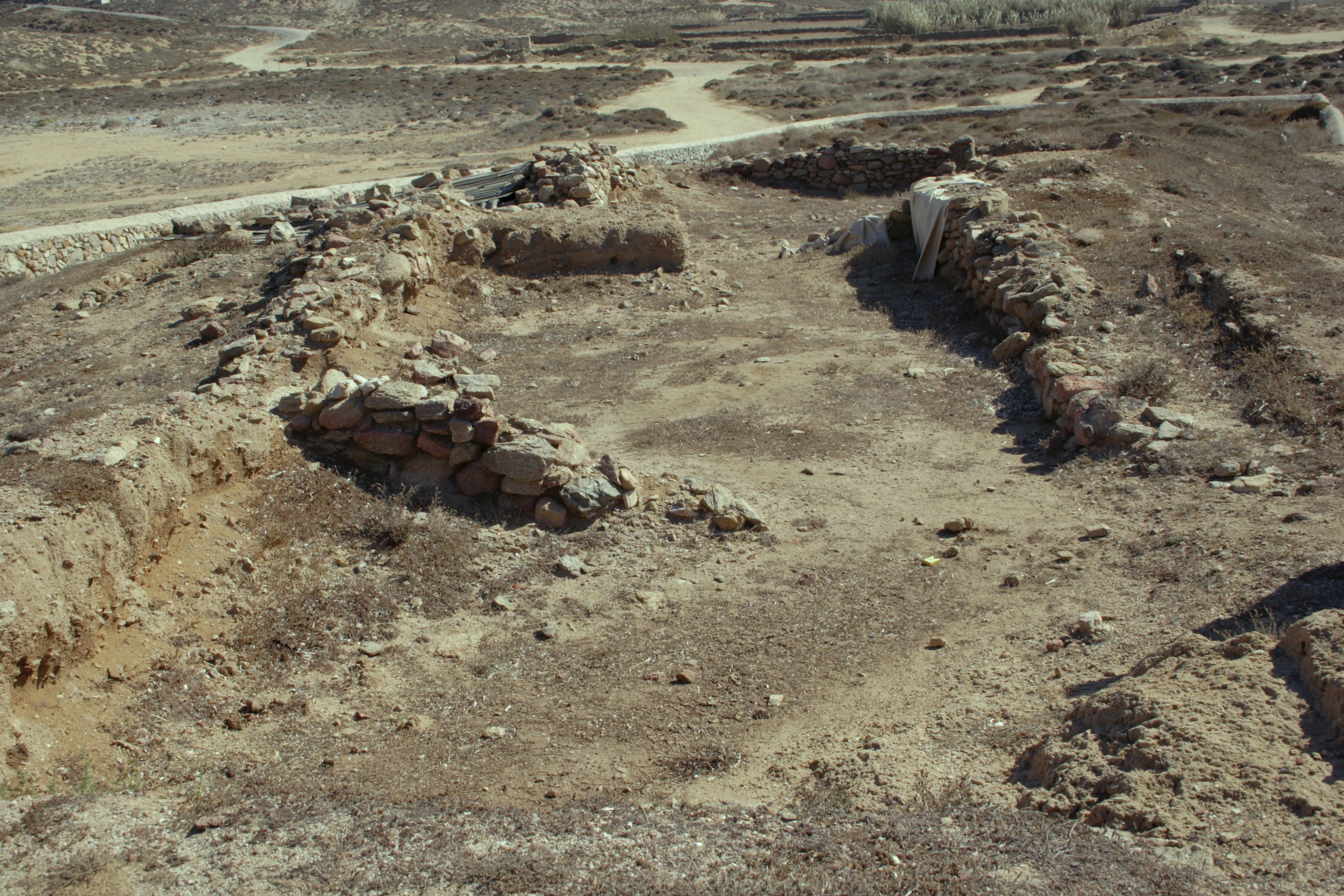
Vestiges de bâtiments de l'établissement cycladique ancien datant du début de l'âge du bronze ou de la fin du Néolithique (Fteliá à Mykonos).

Fteliá (en grec moderne : Φτελιά) est un site archéologique situé sur une plage de l'île de Mykonos, en Grèce.

## Archéologie
Cet emplacement au bord de l'eau est devenu connu à la fin des années 1990 pour le célèbre établissement néolithique qui s'y trouve. Elle est attribuée à la culture Saliagos du début du Néolithique final et est connue pour les diverses découvertes de fondations de bâtiments, de poteries, de métaux et de figurines en pierre. L'établissement a été daté entre 5000 et 4500 en utilisant la méthode du carbone 14. Il a été découvert en 1992 et fouillé à partir de 1995.
Les archéologues ont découvert des fondations de murs, une grande variété de tessons de céramique de différents types, des outils en pierre, des traces de traitement du métal et un total de dix-neuf figurines en pierre, dont treize représentent des personnes et six des animaux.
Les fondations des bâtiments présentent plusieurs phases de construction, ce qui suggère une occupation permanente sur une période de temps longue. La taille de la colonie reconnue jusqu'à présent suggère environ 150 à 200 habitants.
Comparable aux complexes néolithiques similaires de Kephala, Saliagos, Grotta (en) (Naxos) et Kythnos, la colonie est exposée aux vents du nord presque toute l'année. Étant donné qu'à l'époque de la colonisation de Fteliá, le niveau de la mer était 10 m plus bas, on suppose que la colonie se trouvait au milieu d'une plaine côtière relativement fertile.
Fteliá est considérée comme la colonie la plus importante connue du Néolithique tardif dans les Cyclades, devant Saliagos. L'emplacement de l'île de Mykonos et son affinité culturelle avec des régions relativement éloignées suggèrent que Fteliá était un centre important à travers lequel des techniques et des matériaux tels que des roches et en particulier de l'obsidienne étaient échangés.

## Architecture
Tous les murs sont en grande partie constitués de moellons de granit local, des pierres plates étant utilisées pour les fondations. Le grès est parfois utilisé. Il existe des traces de briques de terre, mais elles n'ont pas survécu.

## Agriculture
Les habitants de Fteliá étaient déjà agriculteurs. Les pois d'herbe (gesses ou pois carrés ; nom scientifique : Lathyrus sativus) constituaient leur aliment de base ; plus de 50 % de toutes les découvertes alimentaires pouvaient être attribuées à cette espèce. Les lentilles, une autre légumineuse, sont venues ensuite. L'orge était la seule céréale utilisée. On élevait également des moutons et des chèvres. Les porcs et les bovins étaient déjà connus, mais ne jouaient qu'un rôle mineur.
La forte proportion d'ovins et de caprins dans le bétail en comparaison avec les pratiques observes sur le continent (78% et 55% respectivement) suggère que les habitants ont adapté leurs méthodes de production alimentaire au contexte insulaire.
Malgré l'emplacement de la colonie au bord de la mer, les découvertes indiquent que la pêche et la collecte d'escargots de mer et de moules ne jouaient qu'un rôle secondaire dans le régime alimentaire. Contrairement à Saliagos, peu de restes de fruits de mer ont été découverts et aucun hameçon ni pointe de harpon n'ont été retrouvés. 

## Travail du métal
L'industrie métallurgique primitive de Fteliá a suscité une attention considérable. Cela revêt une grande importance pour notre compréhension des débuts du travail du métal. Les découvertes de métaux ont été datées du début du 5e millénaire avant notre ère, ce qui pourrait être le plus ancien dans la mer Égée.

« Un artefact en or, des artefacts en cuivre et des produits en cuivre sont connus depuis la première phase de construction ; des artefacts en cuivre et des produits en cuivre ont été découverts lors des phases successives. Au moins un exemple de minerai de cuivre a été mis en évidence. »

— V. Maxwell, A. Sampson, N. Skarpelis et R. M. Ellam,  An Archaeological and Archaeometric Analysis of Early Metals from Ftelia, Mykonos. 
Un objet circulaire en or de la première phase de peuplement de Fteliá a été daté de la première moitié du 5e millénaire avant J.-C., ce qui en fait « le plus ancien objet en or daté de manière sûre de la mer Égée » (à l'origine, il a été identifié comme un objet en argent, mais son identité a ensuite été clarifiée en laboratoire).
Plusieurs autres sites anciens de la mer Égée présentent également des parallèles avec le travail du métal de Fteliá, comme Yali.

« À peu près contemporains des découvertes de Yali se trouvent des artefacts en cuivre et en or de Zas [« grotte de Zeus »] (Naxos), et du cuivre de Strofilas (de) (Andros). Il existe également une hache en cuivre de Knossos, des preuves de travail du cuivre de Kephala Petras (Crète), et peut-être des artefacts en cuivre contemporains de Chrysokamino [près de Kavoúsi, dans l'est de la Crète]. »

— V. Maxwell, A. Sampson, N. Skarpelis et R. M. Ellam,  The context and nature of the evidence for metalworking from mid 4th millennium Yali (Nissyros). 
L'ancienne communauté de Fteliá a très probablement été occupée depuis l'Eubée, sur la péninsule grecque. Certains chercheurs ont suggéré que Fteliá faisait partie de la même tradition métallurgique que la Bulgarie et la Yougoslavie, mais cela peut être contesté. Néanmoins, les artefacts de Fteliá sont d'une date relativement ancienne, comparable à celle de nombreuses découvertes dans les Balkans.
De plus, des perles de spondyle communes dans le Nord, comme par exemple dans la grotte de Theopetra (en) en Thessalie, en Grèce, ont également été trouvées à Fteliá. Il existe donc de bonnes preuves que l'échange bilatéral de biens existait à l'époque avec les régions du Nord.